# Саджавахо
Саджавахо (груз. საჯავახო) — село в Грузии, на территории Самтредского муниципалитета края (мхаре) Имеретия.

## География
Село находится в западной части Грузии, на левом берегу реки Риони, на расстоянии приблизительно 4 километров (по прямой) к юго-западу от города Самтредиа, административного центра муниципалитета. Абсолютная высота — 29 метров над уровнем моря.

## Население
По результатам официальной переписи населения 2014 года, в Саджавахо проживало 658 человека (322 мужчины и 336 женщин). В национальной структуре населения грузины составляли 99,7 %, русские — 0,15 %.
| Год  | Население, человек |
| ---- | ------------------ |
| 2002 | 868                |
| 2014 | ↘ 658              |